# Ivan Afanas'evič Dmitrevsky
Ivan Afanas'evič Dmitrevsky, in russo Ива́н Афана́сьевич Дмитре́вский? (Jaroslavl', 28 febbraio 1734 – San Pietroburgo, 27 ottobre 1821), è stato un attore teatrale, traduttore, drammaturgo e insegnante teatrale russo.
Soprannominato Dyakonov Narykov, è considerato il primo grande attore tragico del teatro russo nonché l'istitutore e primo insegnante della scuola russa di teatro.

## Biografia

### I primi anni
Ivan Afanas'evič Dmitrevsky nacque il 28 febbraio 1734 a Jaroslavl'. Secondo i suoi biografi era imparentato con Demetrio di Tessalonica. Secondo la maggior parte dei suoi biografi, crebbe al seminario ortodosso della sua città natale oppure a Rostov, mentre secondo altri visse alla corte dell'esiliato duca di Curlandia, Ernst Johann Biron. Quel che è certo è che fin dalla gioventù, Ivan dimostrò una particolare propensione all'arte e alla letteratura.
Fu in quegli anni che conobbe Fëdor Grigor'evič Volkov (considerato poi il padre del teatro russo) e quando questi iniziò ad organizzare un primo teatro a Jaroslavl' nel 1749, invitò Dmitrevsky, che era un giovane molto bello, ad interpretare ruoli femminili, poiché le donne sul palcoscenico all'epoca erano ancora molto rare. Il 29 giugno 1750 venne messo in scena per la prima volta il dramma "Ester" seguito dalla pastorale "Evmon e Berea". Nel 1751, grazie agli sforzi di Volkov, fu aperto un teatro pubblico a Jaroslavl'. All'inizio del 1752, la compagnia di Volkov, nella quale faceva parte anche Narykov (com'era soprannominato Dmitrevsky), venne inviata per ordine dell'imperatrice Elisabetta a San Pietroburgo. Il 18 marzo, gli attori fecero il loro debutto al Palazzo d'Inverno con la commedia "Sul pentimento di un peccatore".
Dal maggio 1752, Dmitrevsky iniziò a essere elencato nel novero degli attori di corte e il 10 settembre dello stesso anno, insieme a un altro "comico di Jaroslavl'", Alexei Popov, ottenne di essere ammesso alla scuola dei cadetti di corte per apprendere letteratura, lingue straniere e ginnastica, trascorrendo in tutto quattro anni nell'istituzione. Oltre ai suoi studi, si esibiva di tanto in tanto sul palcoscenico del teatro di corte. Così, nel 1754, in occasione della nascita del granduca Pavel Petrovič, la compagnia di corte diede diversi spettacoli, con Dmitrevsky sempre impegnato ad interpretare i principali ruoli femminili.
Il 30 agosto 1756 fu dato ordine al senato di votare un decreto imperiale per l'istituzione del primo teatro in Russia per la rappresentazione di tragedie e commedie, sull'Isola Vasil'evskij. Il 1º novembre 1756, su richiesta del direttore del teatro russo Aleksandr Petrovič Sumarokov, Dmitrevsky venne assunto con uno stipendio di 300 rubli annui ed iniziò ad interpretare ruoli maschili in quanto venne parallelamente organizzata la formazione di attrici professioniste. Tra le prime attrici del teatro russo vi era anche la futura moglie di Dmitrevsky, Agrafena Mikhailovna Musina-Pushkina (1740-1782), che l'attore sposò il 29 settembre 1758. I due giovani attori godettero particolarmente del favore della zarina Elisabetta che li chiamò più volte ad esibirsi davanti a lei in coppia. Forse proprio su stimolo della zarina, Dmitrevsky si dedicò all'espansione del repertorio teatrale russo traducendo nuove opere da lingue straniere.
Malgrado ciò, il periodo di massimo splendore dell'attività di Dmitrevsky risale al regno dell'imperatrice Caterina II, la quale incoraggiò grandemente i talenti teatrali della nazione russa. Dopo la morte di Volkov (1763), l'imperatrice diede a Dmitrevsky il titolo di "primo attore del teatro di corte russo", che Dmitrevsky dimostrò di meritare pienamente col suo instancabile servizio all'arte teatrale russa.
Nel 1765 Dmitrevsky, per volere di Caterina II, andò all'estero per conoscere il lavoro teatrale occidentale. Dopo aver ricevuto una notevole somma di denaro per il viaggio, lasciò San Pietroburgo in autunno e si recò inizialmente in Germania, ma poiché la scena teatrale tedesca era a quel tempo solo un pallido riflesso di quella francese, Dmitrevsky, limitandosi a visitare le principali città dell'area tedesca, si precipitò a Parigi. Grazie ai consigli di Ivan Ivanovič Šuvalov, conobbe i principali attori del teatro francese dell'epoca (Brizac, Mollet, Préville, Dumesnil, Feli, Dubois, Kain e altri). Dmitrevsky divenne particolarmente vicino al primo tragediografo del teatro francese, Kain, nella cui casa si stabilì per qualche tempo. Dopo un soggiorno di otto mesi a Parigi, Dmitrevsky, accompagnato da Kain, andò in Inghilterra (primavera del 1766) per osservare la recitazione di David Garrick, all'epoca uno dei più famosi nella sua patria. Dmitrevsky rimase a Londra per diversi mesi e fece anche una breve conoscenza col famoso interprete dei drammi di shakespeariani. L'arte tragica di Kain, tuttavia, fu la preferita di Dmitrevsky e pertanto poco dopo rientrò in Russia carico di idee nuove e conoscenze nel campo.
Una settimana dopo, al suo ritorno a San Pietroburgo (alla fine del 1766), Dmitrevsky si esibì sul palco del Palazzo d'Inverno nel ruolo di Sinav nella tragedia "Sinav e Truvor" di Sumarokov. Ha interpretato questo ruolo con una tale perfezione che per la prima volta il palcoscenico russo vide un talento simile. L'imperatrice convocò Dmitrevsky nei suoi appartamenti per ringraziarlo pubblicamente.
Nell'agosto del 1767 Dmitrevsky andò per la seconda volta all'estero per raccogliere nuovi talenti e invitarli in Russia. Lequin, Bellecour, La Clairon accettarono di buon grado di portarsi a San Pietroburgo, ma vennero trattenuti dal governo francese, e Bellecour, che era il più ansioso di partire, fu persino imprigionato alla Bastiglia. Sulla via del ritorno Dmitrevsky diede alle stampe a Lipsia due sue opere: "Notizie di alcuni scrittori russi" e "Storia del teatro russo".

### Il primo teatro pubblico e la scuola di teatro
Dopo essere tornato dall'estero (probabilmente nella prima metà del 1768), Dmitrevsky occupò un posto di primo piano nell'industria teatrale russa durante la sua epoca. Nel periodo dal 1768 al 1783, oltre ai suoi doveri a corte, si dedicò parallelamente alla creazione di una vera e propria scuola teatrale, la prima in Russia, oltre alla realizzazione di un primo vero teatro aperto al pubblico per San Pietroburgo, poiché dal giugno 1761 il teatro del Palazzo d'Inverno cessò di essere aperto a tutti. Un tentativo di soddisfare questa esigenza della popolazione metropolitana fu fatto dal medico dell'Orfanotrofio Karl Knipper, il quale inaugurò il "Teatro Libero Russo" con 50 tra allievi ed allieve che si esibì per la prima volta il 13 aprile 1779 sotto la direzione dello stesso Dmitrevsky. Da questa compagnia uscirono in breve tempo attori di grande spessore del teatro russo (Krutitsky, Gamburov, Maxim Volkov, Rakhmanov, Krutitskaya, Milevskaya, Rakhmanova, Semёnovna ecc.), tutti formatisi sotto la guida di Dmitrevsky. Ad ogni modo le sofferenze principali di questo impegno erano dovute a Knipper che, desideroso di guadagni personali, pagava poco gli artisti e chiedeva loro continue rappresentazioni per il pubblico. Dopo soli tre anni, la direzioni della compagnia e del teatro annesso passò a Dmitrevsky. 
Per quanto riguarda la scuola di teatro, un tentativo di istituirla fu fatto per la prima volta nel 1766. Dmitrevsky ottenne di insegnare a 6 alunni in tutto (3 ragazzi e 3 ragazze), ma questi erano troppo pochi per le esigenze del teatro russo. La necessità di creare una vera e propria istituzione venne sentita fortemente anche da personaggi influenti come il principe Sumarokov ed alla fine venne aperta una scuola di teatro il 21 maggio 1779. L'attività pedagogica di Dmitrevsky non si limitava solo all'insegnamento teatrale: dal 1780 insegnò agli alunni storia, geografia e letteratura.
Nel 1783, un mese dopo l'istituzione del comitato speciale "per la gestione della musica e degli spettacoli", Dmitrevsky fu nominato dal comitato "come supervisore degli spettacoli per il teatro russo". Nello stesso anno, secondo i documenti d'archivio, è indicato come "ispettore degli attori russi". Il 7 marzo 1784 venne assegnato all'insegnamento di "recitazione e recitazione" presso la scuola di teatro, mentre l'ispettorato fu trasferito all'attore Ivan Sokolov, il quale ad ogni modo venne ben presto licenziato e Dmitrevsky venne nuovamente nominato ispettore della compagnia (1785).

### Gli ultimi anni
Sotto la guida del regista teatrale S.F. Strekalov (1786-1789) Dmitrevsky ottenne di ritirarsi dal servizio attivo e gli venne concessa una pensione annua di 2000 rubli; malgrado ciò, non interruppe le sue attività ufficiali e teatrali, dovendo solo formalmente cedere la posizione di direttore della compagnia all'attore Petr Alekseevic Plavilshchikov. Fino al 1795 fu ispettore della scuola di teatro, mettendo in scena tutte le esibizioni eccezionali che si tennero all'Ermitage, apparendo molto spesso anche sul palco (dal 1791 al 1799, 62 volte in tutto). All'Ermitage prese parte alla tragedia di Sumarokov "Dimitri il Pretendente", alla quale presero parte attiva anche lo zar Paolo I e il re di Polonia. Dopo l'esibizione, lo zar premiò Dmitrevsky con una tabacchiera d'oro e diamanti per il talento dimostrato.
Quando il principe Nikolaj Borisovič Jusupov assunse la direzione dei teatri (dal 12 marzo 1791), diede a Dmitrevsky poteri di cui nessun altro attore aveva mai goduto. Egli nominò Dmitrevsky alla supervisione di tutti gli spettacoli i Russia, col compito di istituire una seconda compagnia teatrale nell'impero e supervisionare la formazione scolastica dei nuovi attori. Ispettori, attori e allievi, tutti dovevano rivolgersi a Dmitrevsky, eseguire i suoi ordini, come direttore principale, mostrare, su sua richiesta, documenti d'ufficio, libri e conti.
Il 3 gennaio 1799, Dmitrevsky decise di lasciare definitivamente le scene col ruolo di Zopyr nella tragedia di Voltaire "Le Fanatisme ou Mahomet le Prophète", ma proseguì la sua attività formativa.
Il 3 maggio 1802, Dmitrevsky venne prescelto quale membro dell'Accademia Russa su suggerimento del suo presidente A. A. Nartov. Nonostante la sua età avanzata, Dmitrevsky partecipò volentieri alle riunioni accademiche, prese in considerazione e scrisse recensioni di drammi, tragedie, odi, lodi e si dedicò persino alla revisione di alcuni testi teatrali. 
Nel 1817 si ammalò al punto da non riuscire ad alzarsi dal letto e morì il 27 ottobre 1821. Il 10 luglio 1822, su richiesta del figlio di Dmitrevsky, si tenne una rappresentazione il cui ricavato era destinato alla costruzione di un monumento alla memoria del padre. Nel 1939 i resti e il monumento di Dmitrevsky vennero trasferiti nel mausoleo degli artisti al monastero di Sant'Aleksandr Nevsky.